# Војна контраобавештајна служба Совјетске армије
Војну контраобавештајну службу унутар Совјетских оружаних снага контролисала је цивилна совјетска тајна полиција током целокупне историје Совјетског Савеза (1922–1991).
Војне контраобавештајне службе Совјетских оружаних снага постојале су у свим већим војним формацијама, свака под називом Специјално одељење (рус. Особый отдел (ОсО)) или треће одељење/секција. Особље Специјалног одељења обично је успостављало тајну мрежу доушника.
ТГУ (Трећа главна управа КГБ СССР, скраћено ТГУ КГБ СССР или 3. ГУ КГБ СССР) функционери били су одговорни за заштиту војних јединица и важних војних лица (нпр. команданата) од активности страних војних аташеа/дипломата.

## Хронологија[1]
- Првобитно није постојала обједињена контраобавештајна дирекција. Различите армије и фронтови имали су своја Специјална одељења.
- ВЧК, основана 20. децембра 1917.
- Војно одељење ВЧК, основано 27. јула 1918.
- Специјално одељење ВЧК, основано 19. децембра 1918.
- Специјално одељење (Тајно-оперативне управе) ГПУ НКВД РСФСР(рус. Особый отдел СОУ (Секретно-оперативное управление) ГПУ КВД РСФСР) јул 1922.
- Специјално одељење ОГПУ (рус. Особый отдел ОГПУ), септембар 1930.
- Четврта дивизија Специјалног одељења ОГПУ (рус. 4. отделение Особого отдела ОГПУ)
- Специјално одељење ГУГБ НКВД СССР (рус. Особый отдел ГУГБ НКВД СССР), јул 1934.
- Пето (специјално) одељење ГУГБ (рус. 5-й (особый) отдел ГУГБ), децембар 1936.
- Друга управа(Специјална одељења) НКВД (рус. 2-е Управление (Особых отделов) НКВД СССР), јун 1938
- Четврто (специјално) одељење ГУГБ (рус. 4-й (особый) отдел ГУГБ) септембар 1938 – фебруар 1941.
- Трећа управа Народног комесаријата одбране СССР (рус. Третье управление Народного комиссариата обороны СССР), фебруар 1941 – јул 1941.
- Трећа управа Народног комесаријата совјетске ратне морнарице (рус. Третье управление Военно-морского флота СССР), фебруар 1941 – јануар 1942.
- Треће одељење НКВД (рус. Третий отдел НКВД) фебруар 1941 – јул 1941.
- Управа специјалних одељења НКВД (рус. Управление особых отделов НКВД СССР) јул 1941 – април 1943.
- СМЕРШ, 1943–1946.
- Трећа главна управа МГБ СССР (рус. Третье Главное Управление МГБ СССР), мај 1946 – 1953.
- Трећа управа МУП СССР (рус. Третье управление Министерства внутренних дел СССР), март 1953 – 1954.
- Трећа главна управа КГБ при Савету министара СССР (рус. Третье главное управление КГБ при СМ СССР), март 1954 – 1960.
- Трећа управа КГБ при Савету министара СССР (рус. Третье управление КГБ при СМ СССР), 1960 – 1978.
- Трећа управа КГБ СССР (рус. Третье управление КГБ СССР), 1978 – 1982.
- Трећа главна управа КГБ СССР (рус. Третье главное управление КГБ СССР), 1982 – 1991.